# Международный автомобильный салон
Международный автомобильный салон (нем. IAA, Internationale Automobil-Ausstellung) — ежегодный автосалон, проходящий во второй половине сентября в одном из двух городов Германии: Франкфурте-на-Майне или Ганновере. До 1991 года выставка проходила во Франкфурт-на-Майне. Начиная с 1992 года автосалон был поделён на 2 выставки: по нечётным годам проходит выставка легковых автомобилей (плюс немного мотоциклов) во Франкфурте-на-Майне, по чётным — выставка грузовых автомобилей в Ганновере.  Организация выставки целиком лежит на плечах немецкого Союза автомобильной промышленности (VDA).

## История
- 1897: Первая мини-выставка в отеле в Берлине. Экспозиция состояла из 8 автомобилей. Это была первая автомобильная выставка в Европе.
- 1921—1926: Не допускались экспонаты из других стран из-за Первой мировой войны
- 1939: Незадолго до Второй мировой войны был впервые показан Volkswagen, позже ставший известным как VW Beetle
- 1950: Первая послевоенная выставка
- 1951: Автосалон переехал во Франкфурт-на-Майне
- 1965: Первый японский автомобиль на выставке
- 1992: Разделена на две выставки: по чётным годам проходит выставка грузовых автомобилей в Ганновере, по нечётным выставка легковых автомобилей (плюс немного мотоциклов) во Франкфурте-на-Майне.
- 2003: 60-й автосалон (13-21 сентября)[1]
- 2005: 61-й автосалон (12-25 сентября)[2]
- 2007: 62-й (13-23 сентября 2007)[3] автосалон — за экологию. Благодаря всемирному глобальному потеплению, автосалон представил большое количество автомобилей, посвящённых экологической теме. Mercedes-Benz открыл шоу с представления своего нового концепт-кара с двигателем DiesOtto. Наполовину дизельный, наполовину бензиновый, данный двигатель позволит сократить как расход топлива, так и загрязнение окружающей среды выхлопами.
- 2009: 63-й автосалон (17-27 сентября)
- 2011: 64-й автосалон (15-25 сентября)
- 2013: 65-й автосалон (10-22 сентября)
- 2015: 66-й автосалон (17-27 сентября) Были представлены новые модели Mercedes-Benz, Bugatti, Volkswagen, Mazda и многих других. Самый большой по посещаемости павильоны - 3-й и 5-й, в третьем проходила презентация Bugatti, Porsche и других элитных марок. В пятом проходила презентация нового Mercedes, более 2 тысяч человек собрались в маленьком павильоне чтобы посмотреть на новинку.

## Основные представленные новинки

### 1995
- BMW 5 Series (E39)
- Citroën Xantia Break
- Lada 2110 (Премьера в Германии)
- Mercedes-Benz E-Class (W210)
- Mitsubishi Carisma
- Opel Corsa Eco 3
- Opel Vectra
- Renault Megane
- SEAT Ibiza
- SEAT Cordoba SX
- SEAT Toledo
- Toyota Granvia
- Audi TT Concept
- Peugeot 406 Evidence
- Peugeot 406 Stadium
- Toyota Prius Prototype

### 2005

#### Выпускаемые автомобили
- Audi Q7
- Audi S6
- Bentley Azure
- Bufori MKIII La Joya
- Daimler Super Eight
- Fiat Grande Punto
- Ford Galaxy
- Hyundai Getz (facelift)
- Honda Civic
- Jaguar XK
- Lamborghini Gallardo Spyder
- Peugeot 407 Coupe
- Porsche Cayman
- Renault Clio
- Renault Egeus
- Saab 9-5
- SEAT León
- Toyota Rav-4
- Toyota Yaris
- Volkswagen Eos
- Volkswagen Golf R32
- Volvo C70

#### Прототипы
- BMW Z4 Coupe
- Citroën C-SportLounge
- Ford Iosis[4]
- Daihatsu HVS
- EDAG Roadster
- Ford Syn
- Jeep Compass
- Jeep Patriot
- Karmann SUC
- Maybach Exelero
- Mazda Sassou
- Mercedes-Benz Vision R 63 AMG
- Mini Traveller
- Opel Antara GTC
- Peugeot 20Cup
- Peugeot Moovie
- Renault Egeus
- Smart Crosstown
- Toyota Endo
- Toyota i-unit
- Mitsubishi Concept Sportback

### 2007
- Aston Martin DBS
- Aston Martin V8 Vantage N400
- Aston Martin DB9 LM
- Audi A4
- Audi RS6
- Audi A8 facelift
- Bentley Continental GT Speed facelift
- BMW 1-Series coupé
- BMW 6-Series facelift
- BMW M3 coupé
- BMW X6
- Cadillac BLS Wagon
- Citroën C-Airscape
- Dodge Journey
- Ferrari F430 Scuderia
- Ford Focus facelift
- Ford Verve concept
- Jaguar XF
- Jonway UFO
- Kia Kee concept
- Kia Eco Cee'd concept
- Kia Pro Cee'd
- Lamborghini Reventón
- Shuanghuan SCEO
- Mazda 6
- Maybach 62S
- Mercedes-Benz F700 concept
- Mercedes-Benz ML450 Bluetec Hybrid
- Mercedes-Benz S400 Bluetec
- Mini Clubman
- Opel Agila (новое поколение)
- Peugeot 207 SW
- Peugeot 308
- Porsche 911 GT2 Model 997
- Porsche Cayenne GTS
- Renault Clio Estate
- Renault Laguna (новое поколение)
- Saab 9-3 Turbo-X XWD
- SEAT Tribu
- Suzuki Splash
- Škoda Fabia Combi (новое поколение)[5]
- Volkswagen up! concept
- Wiesmann GT MF5

### 2009

#### Выпускаемые модели
- Alfa Romeo MiTo Quadrifoglio Verde
- Aston Martin Rapide
- 2010 Audi A5 Sportback
- 2010 Audi R8 Spyder
- 2010 Bentley Mulsanne
- 2010 BMW 5 Series Gran Turismo
- 2010 BMW 740d
- 2010 BMW X1
- 2010 BMW ActiveHybrid X6
- 2010 BMW ActiveHybrid 7
- Citroën C3
- Citroën DS3
- 2010 Dodge Caliber
- 2010 Ferrari 458 Italia
- Fiat 500 Abarth by Ferrari
- Fiat Punto Evo
- Fiat Qubo Treking
- 2011 Ford C-Max
- 2011 Ford Grand C-Max
- 2010 Honda CR-V
- 2010 Hyundai i10 Electric
- 2010 Hyundai ix35
- Hyundai Santa Fe
- 2010 Jaguar XJ
- 2010 Koenigsegg CCXR Trevita
- 2010 Kia cee'd facelift
- 2010 Kia Venga
- 2010 Kia Sorento
- Kia Forte LPI Hybrid (Европейская премьера)
- Kia cee'd Hybrid
- Kia Sorento Hybrid
- Kia Venga MPV
- 2010 Lamborghini Reventón Roadster
- Lexus IS-F sport package
- Lotus Elise Club Racer[6]
- Lotus Evora Club Racer
- 2011 Maserati GranCabrio
- Mazda CX-7
- 2010 Mercedes-Benz E-Class Estate
- 2010 Mercedes-Benz SLS AMG
- 2010 Opel Astra
- 2010 Peugeot RCZ
- 2010 Peugeot 5008
- 2011 Peugeot iOn
- 2010 Porsche 911 Sport Classic & Turbo
- 2010 Porsche 911 GT3 Cup & RS
- 2010 Porsche Panamera (Европейская премьера)
- Range Rover Sport
- 2010 REVA NXR and NXG
- Rolls-Royce Ghost
- 2010 Saab 9-5
- SEAT León Cupra R
- Škoda Superb Estate
- 2010 Subaru Legacy (Европейская премьера)
- 2010 Subaru Outback (Европейская премьера)
- 2010 Toyota Land Cruiser
- 2010 Volkswagen California
- 2010 Volkswagen Caravelle
- 2010 Volkswagen Golf BlueMotion
- 2010 Volkswagen Passat BlueMotion
- 2010 Volkswagen Polo 3dr and GTI
- 2010 Volkswagen Polo BlueMotion
- 2010 Volkswagen Golf R
- 2010 Volkswagen Transporter
- 2011 Volvo C30
- 2011 Volvo C70
- 2010 Volvo XC60 R-Design

#### Прототипы
- Audi e-Tron[7]
- BMW Vision Efficient Dynamics
- Bugatti 16C Galibier
- Citroën Revolte
- Hyundai ix Metro
- Lexus LF-Ch[8]
- Mazda MX-5 Superlight
- Mercedes-Benz Vision S 500 Plug-in Hybrid
- Mini Coupé and Roadster[9]
- Peugeot BB1
- Renault Fluence Z.E.[10][11]
- Renault Kangoo Z.E.[10][11]
- Renault Twizy Z.E.[10][11]
- Renault ZOE Z.E.[10][11]
- SEAT Ibz concept
- Tesla Model S
- Trabant nT
- Toyota Auris HSD Full Hybrid Concept
- Toyota iQ Sport
- Toyota Prius Plug-In Hybrid Concept
- Volkswagen E-Up
- Volkswagen L1

### 2011[12]
- Alfa Romeo 4C Concept
- Aston Martin V12 Zagato
- Audi Urban Concept
- Audi RS5
- Audi A5
- Audi S6
- Audi S7
- Audi S8
- Audi A8 Hybrid
- Audi A2 Concept
- Bentley Continental GTC
- BMW 1
- BMW i3
- BMW i8
- BMW M5
- Cadillac Ciel
- Chevrolet Malibu EU
- Chevrolet Miray
- Chevrolet Colorado Rally
- Citroen DS5
- Citroen Tubik
- Eterniti Hemera SUV
- Ferrari 458 Spider
- Fiat Panda
- Fiat Abarth
- Fiat Grand Punto FL
- Fisker Surf
- Ford Evos Concept
- Ford Fiesta ST
- Honda Civic
- Honda Insight FL
- Hyundai i30
- Infiniti JX Concept
- Infiniti FX FL
- Infiniti FX Vettel
- Jaguar C-X16
- Jaguar XKR-S Convertible
- Jaguar XF (2012MY)
- Jeep Grand Cherokee SRT8
- Kia Rio
- Kia Soul FL
- Kia GT Concept
- Lamborghini Gallardo LP 570-4 Super Trofeo Stradale
- Land Rover DC100 Concept
- Lexus GS 350 AWD
- Lexus GS 450h
- Lotus Evora GTE
- Maserati GranCabrio Fendi
- Maserati Kubang
- Mazda CX-5
- Mercedes-Benz SLK 250CDI
- Mercedes-Benz B-Class
- Mercedes-Benz F-125
- Mercedes-Benz SLS AMG Roadster
- Mini Coupe
- Opel Astra GTC
- Opel Zafira Tourer
- Opel Combo
- Opel Sportconcept
- Peugeot HX1 Concept
- Peugeot 508 RHX
- Porsche 911 Carrera
- Renault Twingo
- Renault Frendzy
- Rolls-Royce Ghost
- Roll-Royce Phantom Coupe
- Seat Exeo
- Seat IBL
- Skoda Mission L Concept
- Smart ForTwo Electric Drive
- Smart Forvision Concept
- SsangYong XIV-1 Concept
- SsnagYong SUT-1 Pick-Up
- Subaru XV
- Subaru BRZ Prologue
- Suzuki Swift Sport
- Toyota Yaris New
- Toyota Prius+
- Toyota Prius Plug-In Hybrid
- Toyota Avensis
- Toyota Hilux
- Toyota FT-86 II sports concept2
- Volkswagen Up!
- Volkswagen EV Concept
- Volvo Concept You

### 2013[13]
- Abarth 595 «50° Anniversario»
- Alfa Romeo Giulietta (рестайлинг)
- Alfa Romeo Giulietta Quadrifoglio Verde (рестайлинг)
- Alpina D3 Bi-Turbo Limousine
- Alpina D3 Bi-Turbo Touring
- Alpina B5 Bi-Turbo Touring (рестайлинг)
- Aston Martin Vanquish Volante Q
- Audi A3 Cabriolet
- Audi A8 (рестайлинг)
- Audi A8L W12 quattro (рестайлинг)
- Audi nanuk quattro Concept
- Audi S8 (рестайлинг)
- Audi Sport quattro Concept
- Bentley Continental GT V8 S
- Bentley Continental GT V8 S Convertible
- BMW 4 серии Купе
- BMW 4 серии Купе M Performance Accessories
- BMW i3
- BMW i8
- BMW Concept X5 eDrive
- BMW Concept X5 Security Plus
- BMW X5
- BMW X5 M50d
- BRABUS 850 6.0 Biturbo
- BRABUS 850 6.0 Biturbo «iBusiness»
- BRABUS 850 6.0 Biturbo Shooting Brake
- BRABUS A 250 Sport
- BRABUS B63S — 700 6×6
- BRABUS B63S — 700 WIDESTAR
- BRABUS CLA-Класс
- BRABUS «iBusiness 3D»
- Bugatti Veyron 16.4 Grand Sport Vitesse «Legend Jean Bugatti»
- Chevrolet Camaro RS Convertible (рестайлинг)
- Chevrolet Spark «Bubble»
- Citroën C-Elysée WTCC
- Citroën Grand C4 Picasso
- Citroën Cactus Concept
- Citroën DS3 «Faubourg Addict»
- Citroën DS3 Cabrio «Faubourg Addict»
- Citroën DS4 «Faubourg Addict»
- Citroën DS5 «Faubourg Addict»
- Dacia Duster (рестайлинг)
- Ferrari Speciale
- Fiat Freemont «Black Code»
- Fiat Panda 4x4 «Antartica»
- Ford C-MAX Energi (версия для Европы)
- Ford Focus Electric (версия для Европы)
- Ford Mondeo Vignale Concept
- Ford Mondeo Vignale Turnier Concept
- Ford S-MAX Concept
- Hamann Mirr6r Gran Coupé
- Honda Civic Tourer
- Hyundai i10
- Infiniti Q30 Concept
- Jaguar C-X17 Concept
- Jeep Wrangler Unlimited «Polar»
- Kia Niro
- Kia Soul
- Lamborghini Gallardo LP 570-4 Squadra Corse
- Lancia Voyager S
- Lexus LF-NX Concept
- Mansory La Revoluzione
- Maserati Quattroporte «Ermenegildo Zegna»
- Mazda3 Sedan
- Mercedes-Benz CLA 250 Sport
- Mercedes-Benz CLA 45 AMG Racing Series Concept
- Mercedes-Benz GLA-класс
- Mercedes-Benz Concept S-Class Coupé
- Mercedes-Benz S 500 PLUG-IN HYBRID
- Mercedes-Benz S 63 AMG
- Mini Vision Concept
- Nissan X-Trail
- Opel Adam «Black Link»
- Opel Adam «White Link»
- Opel Cascada Turbo
- Opel Insignia (рестайлинг)
- Opel Insignia Country Tourer
- Opel Insignia Sports Tourer (рестайлинг)
- Opel Insignia OPC (рестайлинг)
- Opel Insignia OPC Sports Tourer (рестайлинг)
- Opel Monza Concept
- Peugeot 208 HYbrid FE Concept
- Peugeot 3008 (рестайлинг)
- Peugeot 3008 HYbrid4 (рестайлинг)
- Peugeot 308
- Peugeot 308 R Concept
- Peugeot 5008 (рестайлинг)
- Porsche 911 «50th Anniversary Edition»
- Porsche 911 Turbo
- Porsche 911 Turbo S
- Porsche 918 Spyder
- Porsche 918 Spyder «Weissach Package»
- Renault Initiale Paris Concept
- Renault Mégane (рестайлинг)
- Renault Mégane Coupé (рестайлинг)
- Renault Mégane Estate (рестайлинг)
- Renault Mégane R.S. 265 (рестайлинг)
- Rolls-Royce Phantom «Celestial»
- SEAT León ST
- SEAT León ST FR
- Škoda Octavia Combi GreenLine
- Škoda Octavia GreenLine
- Škoda Rapid GreenLine
- Škoda Rapid Spaceback
- Škoda Rapid Spaceback GreenLine
- Škoda Yeti (рестайлинг)
- Škoda Yeti GreenLine (рестайлинг)
- Škoda Yeti Outdoor
- Škoda Yeti Outdoor GreenLine
- Škoda Yeti Outdoor Laurin & Klement
- Smart ForTwo Cabrio BoConcept Edition
- Smart fourjoy Concept
- Startech Defender Series 3.1
- Startech Range Rover Evoque Si4
- Suzuki iV-4
- TechArt Cayman S
- TechArt GrandGT (рестайлинг)
- TopCar 911 Carrera Stinger
- Toyota Yaris Hybrid-R Concept
- Volkswagen Amarok «Dark Label»
- Volkswagen e-Golf
- Volkswagen e-up!
- Volkswagen Golf R
- Volkswagen Golf Sportsvan Concept
- Volvo Concept Coupé
- Zender Abarth 500 Corsa Stradale Concept

### 2015

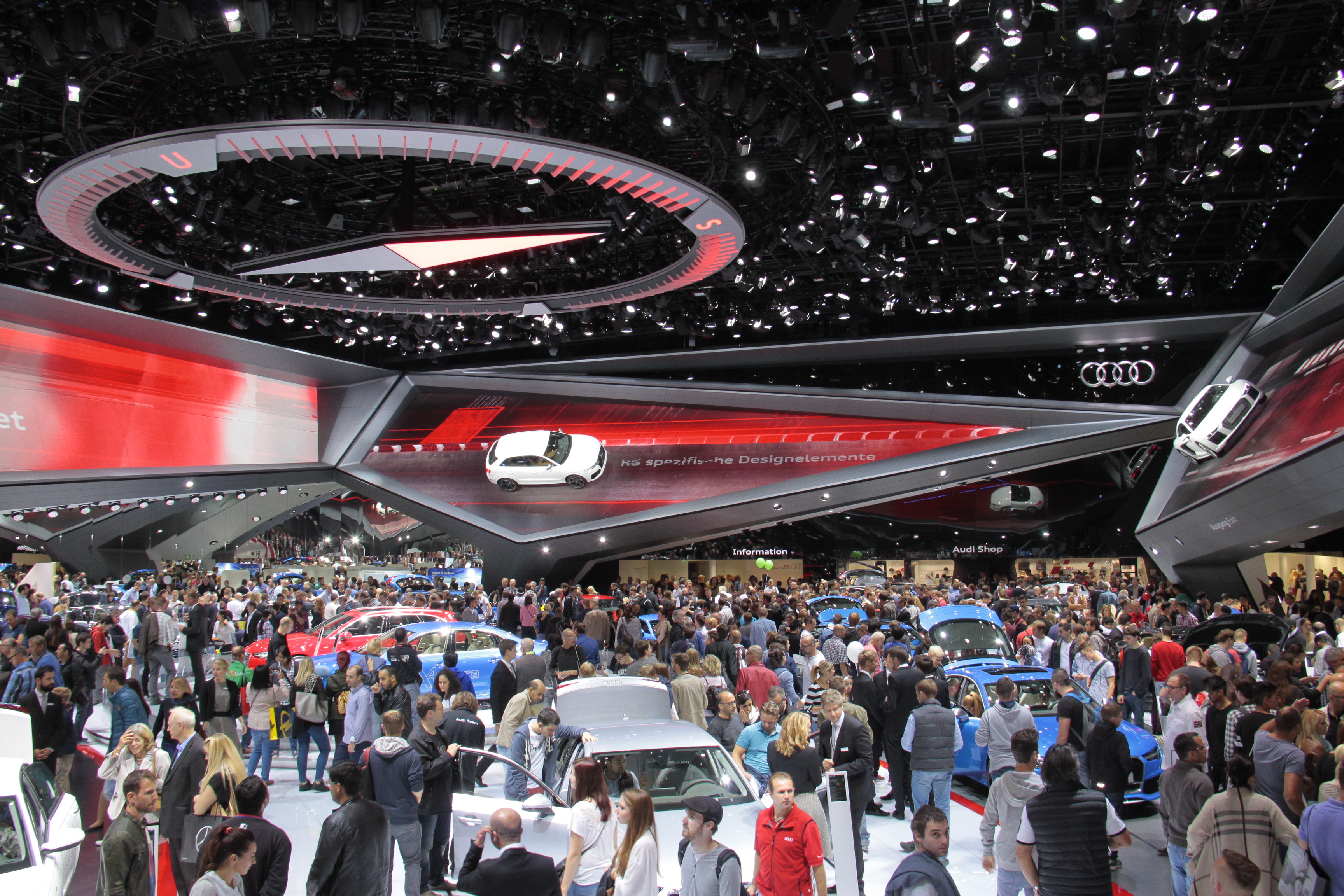
Павильон Audi на автосалоне IAA 2015

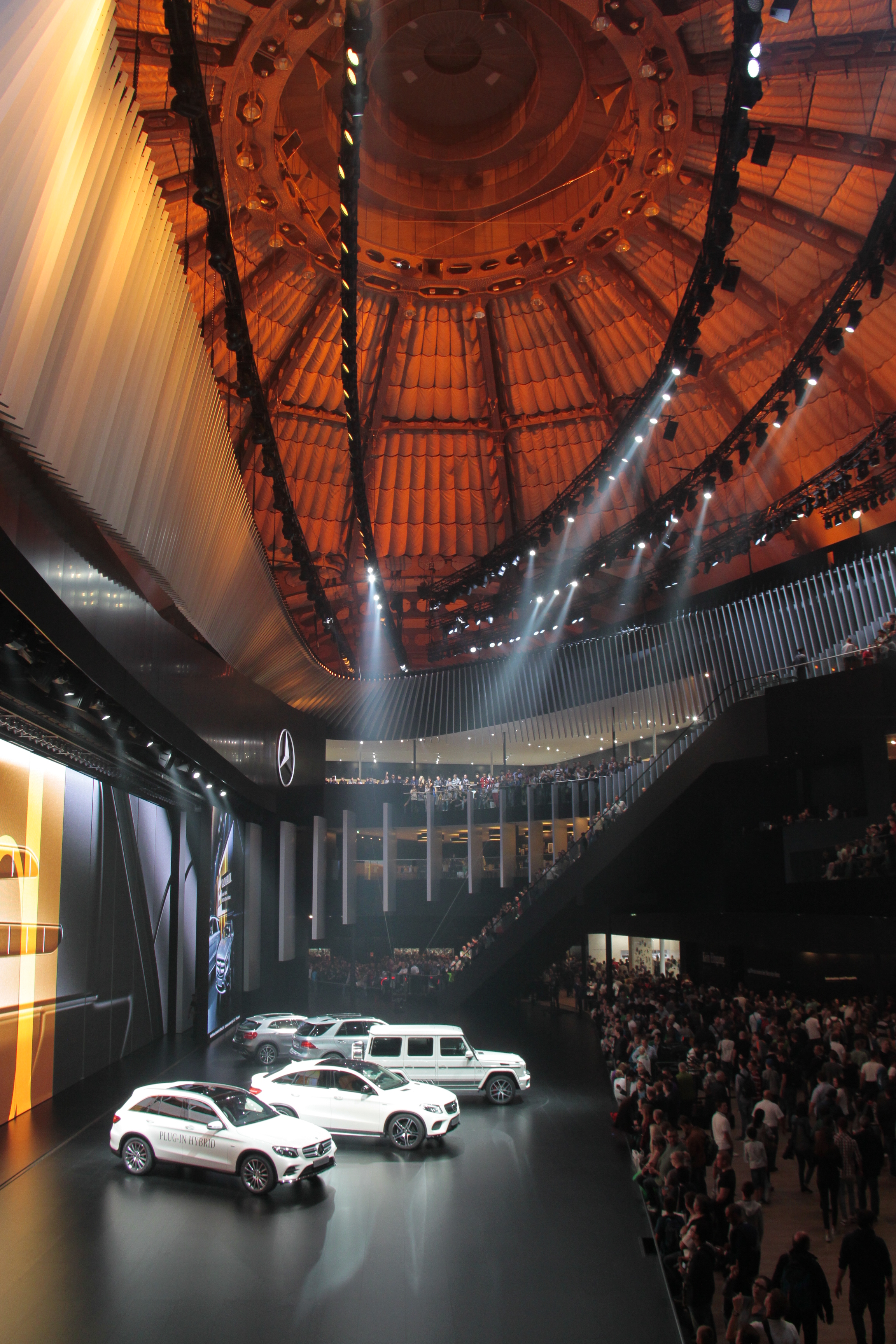
Павильон Mercedes-Benz на автосалоне IAA 2015.

Автосалон 2015 года проходил с 17 сентября по 27 сентября.

#### Выпускаемые модели
- Alfa Romeo Giulia Quadrifoglio
- Audi A4
- Audi S4
- Bentley Bentayga
- BMW 3 Series (Facelift)
- BMW 7 Series
- BMW X1
- BMW M6 GT3
- BMW M6 Competition Package
- DS 4 (Facelift)
- DS 4 Crossback
- Ferrari 488 Spider
- Fiat 500 (Facelift)
- Ford Ecosport  (Facelift)
- Ford Edge (International specs)
- Ford Kuga (Facelift)
- Hyundai i20 WRC
- Infiniti Q30
- Jaguar F-Pace
- Kia Sportage
- Kia cee'd (Facelift)
- Lamborghini Aventador LP 750-4 SuperVeloce Roadster
- Lamborghini Huracán LP 610-4 Spyder
- Mercedes-Benz C-Class Coupe
- Mercedes C63/C63 S AMG Coupe
- Mercedes-Benz C63 AMG Coupe Edition 1
- Mercedes-AMG C-Coupé DTM (W205)
- Mercedes-Benz S-Class Convertible
- Mini Clubman
- Nissan NP300 Navara
- Opel Astra
- Porsche 991 (Facelift)
- Renault Megane
- Renault Talisman
- Rolls-Royce Dawn
- SEAT Ibiza Cupra (Facelift)
- SEAT Leon Cupra 290
- Smart Fortwo Cabriolet
- Suzuki Baleno
- Toyota Prius
- Volkswagen Golf GTI Clubsport
- Volkswagen Tiguan

#### Прототипы
- Audi e-tron Quattro concept
- Bugatti Vision Gran Turismo
- Citroën Cactus M
- Honda Project 2&4
- Hyundai N 2025 Vision Gran Turismo
- Mazda Koeru
- Mercedes-Benz Concept IAA
- Nissan Gripz
- Peugeot Fractal
- Porsche Mission E
- SsangYong XAV-Adventure
- SEAT Leon Sport Cross
- Toyota C-HR
- Volkswagen Golf GTE Sport

### 2017
Автосалон 2017 года проходил с 14 по 24 сентября, дни прессы 12 и 13-го.
Выпускаемые модели
- Alpina D5 S
- Audi RS4 Avant
- Audi A8
- Bentley Continental GT
- BMW 6 GT
- BMW X3
- BMW i3 (facelift)
- BMW M5
- Brabus-Mercedes E63 AMG S
- Citroen C3 Aircross
- Dacia Duster
- Ferrari Portofino
- Ford EcoSport (facelift) (версия для Европы)
- Ford Mustang (facelift) (версия для Европы)
- Honda Jazz (facelift)
- Honda CR-V (версия для Европы)
- Hyundai i30 Fastback and N variants
- Hyundai Kona
- Jaguar E-Pace
- Kia Picanto X-Line
- Kia Sorento (facelift)
- Kia Stonic
- Lamborghini Aventador S Roadster
- Land Rover Discovery SVX
- Lexus CT200h (second facelift)
- Lexus NX (facelift)
- Mercedes-Benz GLC-Class F-Cell
- Mercedes-Benz S-Class Coupe and Cabriolet (facelifts)
- Mercedes-Benz X-Class
- Opel Grandland X
- Opel Insignia GSi and Country Tourer variants
- Porsche 911 GT2 RS
- Porsche 911 GT3 Touring Package
- Porsche Cayenne
- Renaultsport Mégane
- Rolls-Royce Phantom VIII
- SEAT Arona
- SEAT Leon Cupra R
- Škoda Karoq
- Subaru Impreza (версия для Европы)
- Suzuki Swift Sport
- Volkswagen Polo MK6
- Volkswagen T-Roc

Прототипы
- Audi Aicon
- Audi Elaine
- BMW i Vision Dynamics Concept
- BMW Concept X7 iPerformance
- Borgward Isabella Concept
- Honda Urban EV Concept
- Kia Proceed concept
- Mercedes EQ A concept
- Mercedes-AMG Project One
- Mini Electric Concept
- Mini John Cooper Works GP Concept
- Smart Vision EQ Fortwo
- Volkswagen I.D. Crozz

В 2020 году выставка не состоялась, в связи с эпидемией коронавируса.

В 2021 году преемником Франкфурта-на-Майне станет Мюнхен, у самой экспозиции при этом должен принципиально измениться формат — главной темой станут не автомобили как таковые, а экологичность и сфера мобильности во всех ее проявлениях.

## Галерея

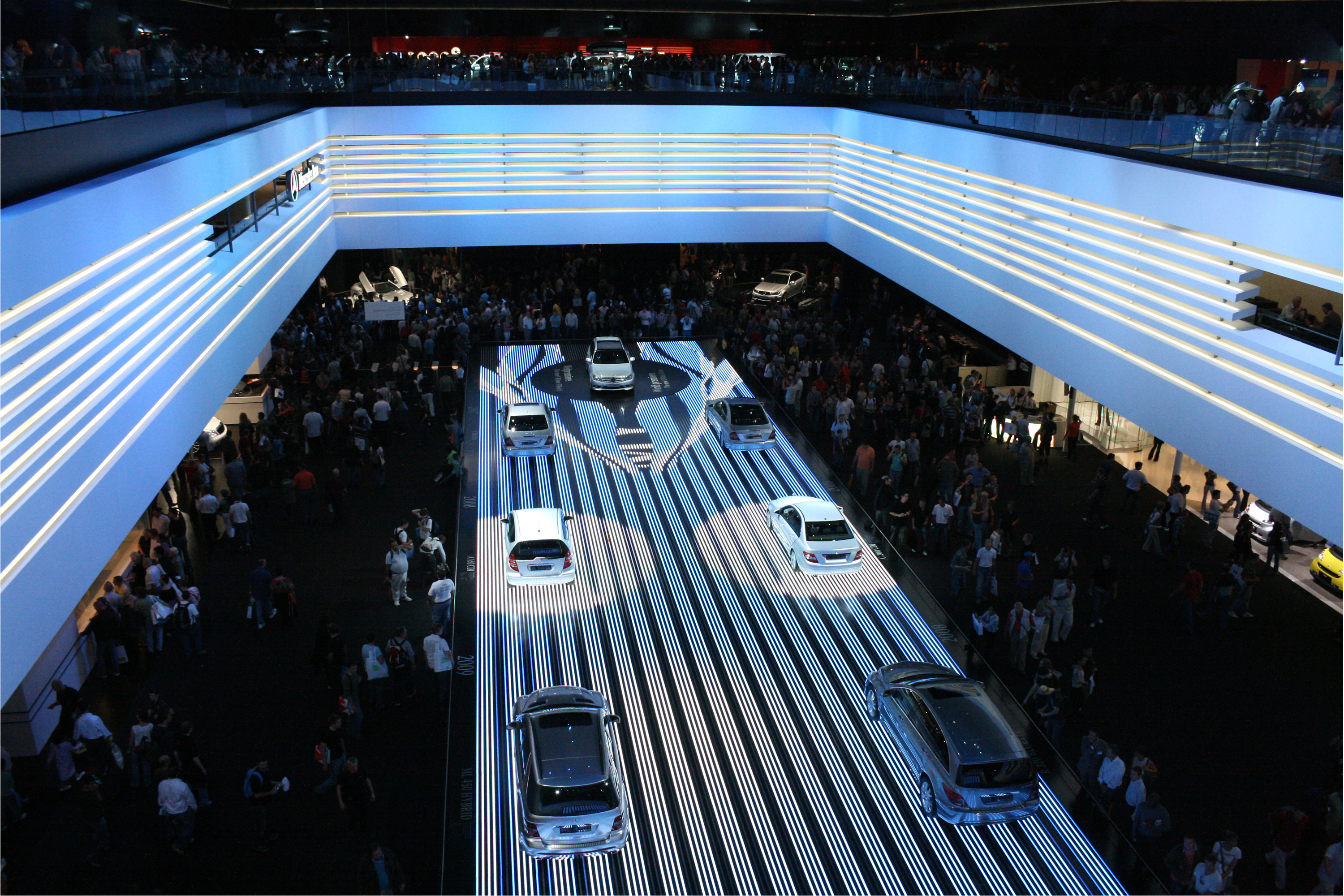
Павильон Mercedes-Benz, 2007
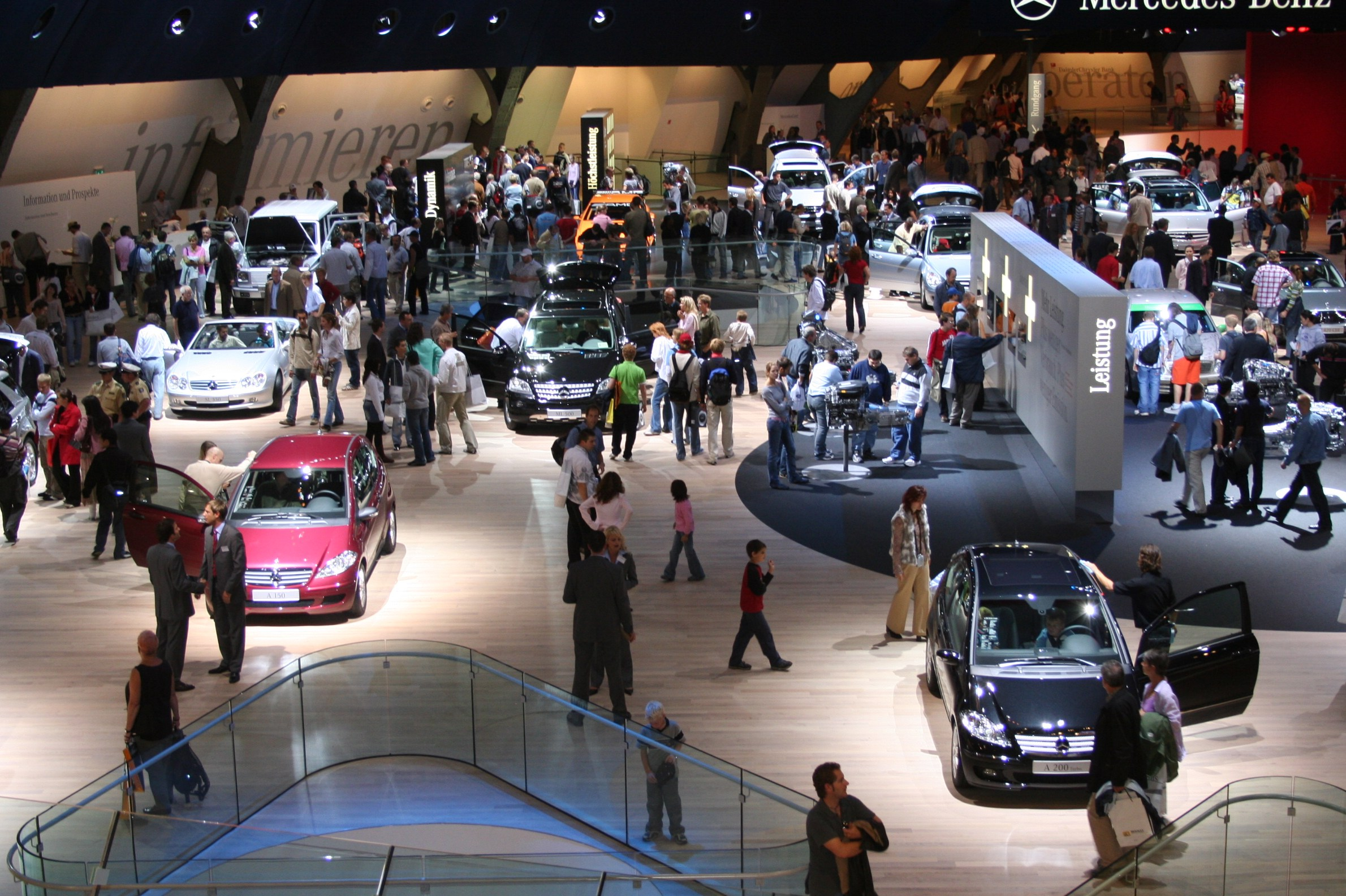
IAA (2005), секция Mercedes-Benz
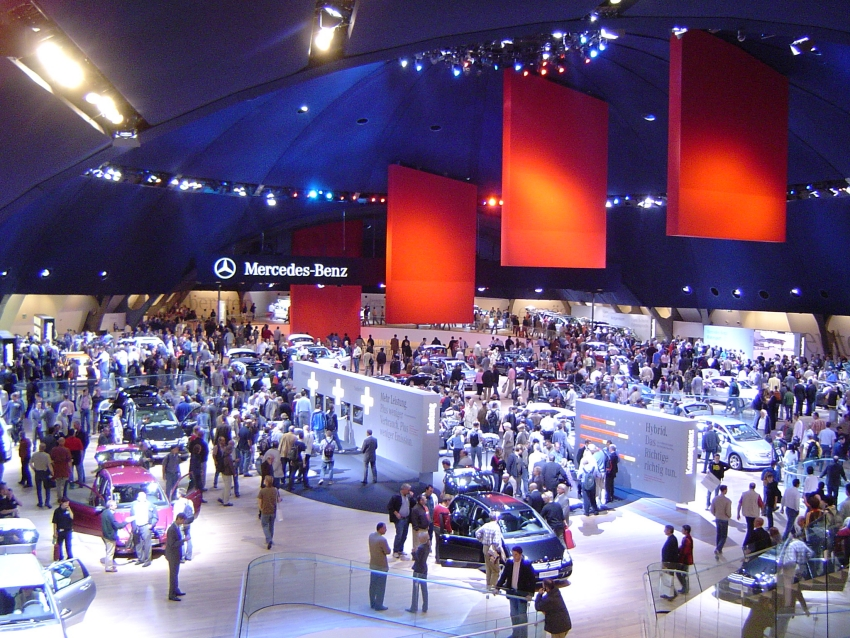
Экспозиция Mercedes-Benz, 2005
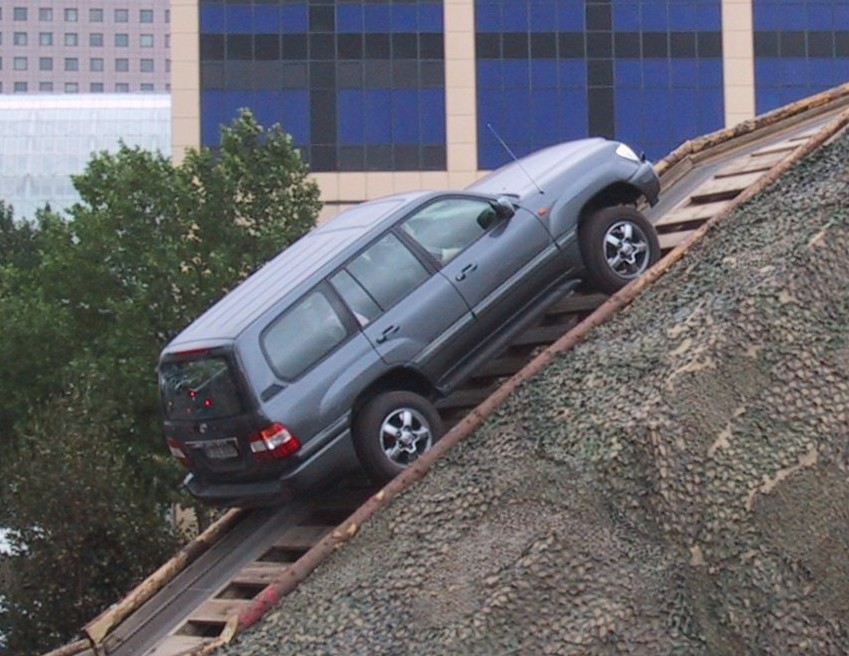
Toyota Land Cruiser демонстрирует проходимость на лестнице, 2005